# Distrito de Charleroi
El Distrito de Charleroi (en francés: Arrondissement de Charleroi; en neerlandés: Arrondissement Charleroi) es uno de los siete distritos administrativos de la provincia de Henao, Bélgica. Posee la doble condición de distrito administrativo y judicial. También forman parte del distrito judicial los municipios del vecino distrito de Thuin.

## Lista de municipios
- Aiseau-Presles
- Chapelle-lez-Herlaimont
- Charleroi
- Châtelet
- Courcelles
- Farciennes
- Fleurus
- Fontaine-l'Évêque
- Gerpinnes
- Les Bons Villers
- Manage
- Montigny-le-Tilleul
- Pont-à-Celles
- Seneffe

- Datos: Q94077